# Pierre Buhler
 (novembre 2023).
Pour les articles homonymes, voir Buhler.
Cet article concerne le diplomate français, auteur d'ouvrages sur les relations internationales. Pour le théologien suisse, voir Pierre Bühler.
Pierre Buhler, né le 21 mars 1954 à Rauwiller (Bas-Rhin), est un haut fonctionnaire français, diplomate de carrière qui a enseigné les relations internationales à Sciences Po Paris, ambassadeur en Pologne de 2012 à 2016, président de l'Institut français de 2017 à 2020.

## Biographie

### Formation
Pierre Buhler a effectué ses études secondaires au lycée Mangin de Sarrebourg.
Avant sa scolarité à l'École nationale d'administration (1982-1984), promotion "Henri d'Aguesseau", Pierre Buhler a fait des études supérieures à HEC Paris (1975), à l'Institut d'études politiques de Paris (1977, section Service Public) et à l'Institut national des langues et civilisations orientales (1990, diplôme supérieur de polonais).
Il a également une licence en droit (Paris I-Panthéon-Sorbonne), une licence en ethnologie (Paris VII) et un DEA d'économie appliquée (Université Paris-Dauphine).

### Affectations à l'étranger
Il est en poste notamment à Varsovie (1983-1985), Moscou (1985-1988), Washington et New York (1993-2001), Singapour (comme ambassadeur de France de 2006 à 2009).
Il est nommé ambassadeur en Pologne par décret du 30 avril 2012.

### Principales fonctions exercées en France
Il est conseiller diplomatique du ministre de la défense Alain Richard de 2001 à 2002.
De 2002 à 2006, il est mis à disposition de Sciences Po en qualité de professeur associé.
Il est directeur général de France coopération internationale de 2009 à 2011.
De 2017 à 2020, il occupe les fonctions de président de l'Institut français où il remplace Bruno Foucher, nommé ambassadeur de France au Liban.
Il intègre en août 2020 le CAPS (Centre d'analyse, de prévision et de stratégie) au ministère de l'Europe et des Affaires étrangères, chargé de la diplomatie culturelle.

### Vie privée
Pierre Buhler est marié à la journaliste Sylvie Kauffmann et est père de deux enfants.

### Ouvrages personnels
- La puissance au XXIe siècle - Les nouvelles définitions du monde (préface d’Hubert Védrine), CNRS, 2011  (ISBN 978-2-271-07258-0) ; 2e édition, 2014 (collection Biblis)  (ISBN 978-2-271-08219-0)
  - Prix 2012 du meilleur livre géopolitique[11]
  - O potędze w XXI wieku (traduit en polonais par Grażyna Majcher), Wydawnictwo Akademickie Dialog (pl), 2014  (ISBN 978-83-63778-27-9)
- L'économie du don et la philanthropie aux États-Unis et en France : analyse comparée, avec Paul C. Light[12] et Francis Charhon[13], Centre français sur les États-Unis (CFE, IFRI), 2003  (ISBN 978-2-86592-152-2).
- Histoire de la Pologne communiste ; Autopsie d'une imposture[14], Éditions Karthala, 1997  (ISBN 2-86537-770-9)
  - Polska droga do wolności, 1939-1995 (traduit en polonais par l'historien Jerzy Eisler), Varsovie, Dialog, 1999  (ISBN 978-83-86483-95-2)
- Pologne, histoire d'une ambition - Comprendre le moment polonais, Éditions Tallandier, 2025  (ISBN 979-102106107-1)

### Ouvrages collectifs (direction ou participation)
- Annuaire français des relations internationales
  - Pierre Buhler et David M. Milliot (dir.); Annuaire français des relations internationales, vol. V, Émile Bruylant (Bruxelles)/ La Documentation française (Paris), 2004  (ISBN 978-2-8027-1871-0)
  - Article « Europe et Puissance » dans le volume VII de l’Annuaire français des relations internationales, 2006  (ISBN 978-2-8027-2220-5)
- Dans les archives secrètes du Quai d’Orsay (8 mai 1945-11 septembre 2001), L'Iconoclaste, 2017  (ISBN 979-10-95438-45-8) (chapitre : « 1980 Pologne, L’espoir se lève à l’est »)
- « La diplomatie culturelle, une pratique très française », entretien de Christian Lequesne avec Pierre Buhler, in Dans La puissance par l’image, 2021, pp. 142 à 144
- « La diplomatie culturelle de la France, du choc de la pandémie au défi de la réinvention », dans Bertrand Badie et Dominique Vidal (dir.), La France, une puissance contrariée, La  Découverte, 2021.   (ISBN 978-2-348-06987-1)
- « La diplomatie culturelle française est-elle dépassée ? », Cahiers français, mars-avril 2022, à consulter en ligne
- Préface de l'ouvrage collectif  Histoire(s) de la diplomatie culturelle française - Du rayonnement à l'influence, sous la direction de François Chaubet, Charlotte Faucher, Laurent Martin et Nicolas Peyre, éditions de l'Attribut, 2024  (ISBN 978-2-494649-04-0)

### Articles
- Pages Dates parues dans Le Monde entre 1990 et 1994 (sous le pseudonyme de Stéphane Meylac) [15]
- Dans la Revue Défense nationale (sous le pseudonyme de Stéphane Meylac)[16]
- Puissance et démographie - la nouvelle donne, en consultation sur le site du ministère des Affaires étrangères
- Autres articles notamment dans Commentaire, Project Syndicate[17],[18], Telos[19]
- Voir aussi : bibliographie plus complète sur site personnel

## Distinctions

### Récompenses
- 2010 : le « Centre européen de Solidarność » lui a conféré la « médaille de la reconnaissance ».
- 2012 : Prix du meilleur livre géopolitique, décerné par le magazine Conflits, la maison d'édition Anteios, et l'entreprise Axyntis.

### Décorations
- Officier de l'ordre national du Mérite Il est fait chevalier le 12 mai 1999[20], puis est promu officier le 14 mai 2014[21].
- Officier de la Légion d'honneur  Il est fait chevalier le 9 avril 2004[22], puis est promu officier le 13 juillet 2019[23].
- Commandeur de l'ordre du Mérite de la république de Pologne, le 15 novembre 2012.
- Médaille Bene Merito (pl) décernée par le ministre polonais de Affaires étrangères[24], le 5 septembre 2016.
- Commandeur avec étoile de l'ordre Polonia Restituta, le 20 décembre 2016.